# Imitatio
Imitatio (latin) betyder efterbildning och efterhärmning. Även ord som imitation och imitatör kommer ursprungligen från latinets imitor, 'söka efterlikna'. Inom retoriken syftar begreppet till konsten att låta sig bli inspirerad av andra och ta efter goda exempel. Det är den teknik eller pedagogiska princip, i vilken man lär sig tala och skriva väl genom att efterbilda andra.
Trots att efterbildningen institutionaliserades genom den retoriska utbildningen har den alltid varit en djupt rotad del av det mänskliga beteendet. Exempelvis skriver Aristoteles i boken Om diktkonsten (4.5) att ”efterbildningen är ett naturligt inslag hos människan sedan barndomen”.

## Historia
Den romerska vältalighetsläraren Quintilianus (ca 35–100 e.kr) verkade som förespråkare för den rena och klassiska stilen. I sitt verk Institutio oratoria (’Talarutbildning’) skriver han att ”man ska vilja efterlikna det man uppskattar hos andra” (10.2.1). Även om böckerna behandlar efterbildning som en del i den retoriska utbildningen, argumenterade Quintilianus för att efterbildningen är en del av det mänskliga behovet.
Redan i de antika skolorna argumenterade man för att man ständigt borde studera andra talare och författare, för att bättra på sin samling loci communes (lat. ’allmänna platser’, term för de platser från vilka argument skulle hämtas). Dessa kunde innefatta fabler, metaforer, fraser, citat och andra uttryck, som kan vara till användning i det egna retoriska utövandet. I skolorna uppmanades eleverna att samla sådant man tyckt varit bra hos andra talare i särskilda häften med namn som ”Copia” (lat. förråd). Man kunde sedan använda det man hade samlat på sig i sina egna tal och skrifter.

## Två ytterligheter
Efterbildningen måste alltid balansera mellan två ytterligheter. Å ena sidan riskerar man att vilja efterlikna originalet alltför mycket och därmed kväva det egna skapandet. Man riskerar då att förlora sin egen individualitet som talare. Å andra sidan finns det en risk att man är så rädd för att påverkas av andra att man helt går miste om känslan och det goda språket som går att hitta hos andra, mer erfarna talare. Efterbildning handlar inte om att kopiera andra på ett precist sätt, utan att inspireras av de kvalitéer man uppskattar hos andra talare eller författare och göra om dem till sina egna.